# Schizothorax pseudoaksaiensis
 Schizothorax pseudoaksaiensis és una espècie de peix cipriniforme de la família dels ciprínids.